# Lepadella vanoyei
Lepadella vanoyei är en hjuldjursart som beskrevs av De Ridder 1961. Lepadella vanoyei ingår i släktet Lepadella och familjen Lepadellidae. Inga underarter finns listade i Catalogue of Life.